# Ken Campbell

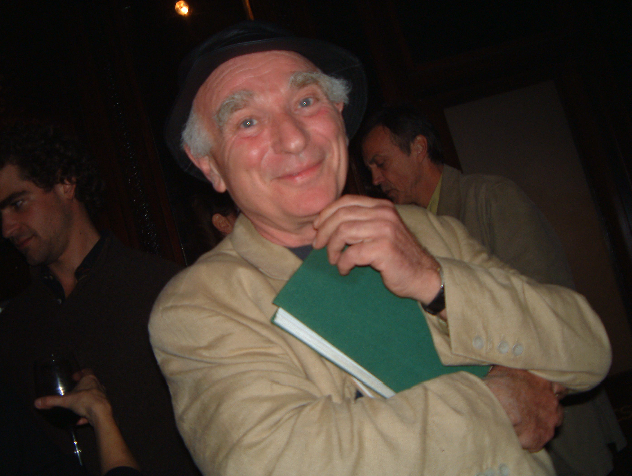
Ken Campbell (2008)

Kenneth Victor Campbell (* 10. Dezember 1941 in Ilford, Essex; † 31. August 2008 in Epping Forest, Essex) war ein britischer Schauspieler und Theaterregisseur.

## Karriere
Campbell studierte an der Londoner Schauspielschule Royal Academy of Dramatic Art. In den frühen 1970er Jahren gründete er eine Theatergruppe, die an ungewöhnlichen Orten wie Pubs auftrat. Zu den Mitgliedern seiner Gruppe gehörte unter anderem auch Bob Hoskins.
1976 war er Mitgründer des Science Fiction Theatre of Liverpool, das es sich zum Ziel gemacht hatte, Illuminatus! nach der Trilogie von Robert Anton Wilson und Robert Shea auf die Bühne zu bringen. Er trat auch selbst als Darsteller auf; zu den weiteren Schauspielern gehörte auch Bill Nighy. Das Stück wurde am Royal National Theatre aufgeführt. Ein weiteres großes Projekt des Science Fiction Theatre of Liverpool war die Bühnenadaption von Per Anhalter durch die Galaxis nach dem Roman von Douglas Adams, in welchem er die Rolle des Arthur Dent spielte. Diese war jedoch nicht sehr erfolgreich. Adams schrieb daraufhin jedoch eine Rolle für ihn in die Radioproduktion der BBC.
Campbell hatte in den 1970er Jahren Gastrollen in verschiedenen britischen Fernsehserien wie Fawlty Towers und Die Profis. In den 1980er Jahren spielte er in einigen größeren Kinoproduktionen wie Pauline und Joshua, Frankensteins Braut und Ein Fisch namens Wanda. Zudem war Campbell als Schriftsteller tätig, und veröffentlichte zahlreiche Bücher.

## Filmografie (Auswahl)
- 1967: Poor Cow – Geküßt und geschlagen (Poor Cow)
- 1976: Justine
- 1979: Der Sturm – The Tempest (The Tempest)
- 1980: Breaking Glass
- 1982: Uliisses
- 1985: Eine Liebe in Montreal (Joshua Then and Now)
- 1985: Die Braut (The Bride)
- 1985: Dreamchild
- 1985: Brief an Breshnev (Letter to Brezhnev)
- 1985: Ein Z & zwei Nullen (A Zed & Two Noughts)
- 1988: Ein Fisch namens Wanda (A Fish Called Wanda)
- 1989: Scandal
- 1989: Hotel zur Unsterblichkeit (Wings of Fame)
- 1990: Crimestrike
- 1991–2006: The Bill (Fernsehserie, 3 Folgen)
- 1992: Secret Nation
- 1998: Extraordinary Visitor
- 2000: Grasgeflüster (Saving Grace)
- 2002: Casualty (Fernsehserie, 1 Folge)
- 2004: Creep
- 2004: Heartbeat (Fernsehserie, 1 Folge)
- 2007: Doctors (Fernsehserie, 1 Folge)
- 2008: Agatha Christie’s Marple (Fernsehserie, 1 Folge)

## Veröffentlichungen
- 1972 – You see the thing is this: a one act comedy
- 1972 – Old King Cole. Neuauflage: Oberon Books, 1996, ISBN 1-870259-12-2
- 1973 – Mr. Pilks Irrenhaus. Reihe: Theaterbibliothek. Verlag der Autoren. 6. Aufl. Frankfurt 2013 ISBN 3-88661-092-6
- 1975 – Skungpoomery
- 1976 – Fazz und Zwoo & Die Schlündelgründler. Übers. und Bearb. F.K. Waechter & Wolfgang Wiens, ebd. ISBN 3-88661-023-3, Neuaufl. 1990
- 1976 – Jack Sheppard
- 1985 – Ausflug mit Clowns. Übertragung F.K. Waechter, in ders., Schule mit Clowns. Verlag der Autoren, Frankfurt, häufige Neuaufl. ISBN 3-88661-069-1; wieder in F.K. Waechter, Clowns-Spiele. ebd. 2000 ISBN 3-88661-223-6
- 1991 – Recollections of a Furtive Nudist
- 1993 – Pigspurt: Or Six Pigs from Happiness
- 1994 – Die Galoschen des Glücks. Übertragung F.K. Waechter, in div., Spielplatz. Fünf Stücke für Kinder, Bd. 7. Verlag der Autoren, Frankfurt ISBN 3-88661-148-5
- 1995 – The Bald Trilogy
- 1996 – Violin time; or, the Lady from Montségur
- 2000 – Wol Wantok
- 2004 – Creep